# مورث متنحي
المقصود بالمورث المتنحي هو أن الصفات التي تحملها المورثة لا تظهر على الفرد لكن بمكن أن تظهر عند الأبناء في حالة ما إذا كانت المرأة حاملة هي أيضا للمرض.
يتكون الطاقم الصبغي للفرد من 2ن صيغي يعني 46 صبغي عند الإنسان ونصف هذه الصبغيات لا تظهر صفاتها على الإنسان.